# Don't You (Forget About Me)
"Don't You (Forget About Me)" is een single van de Schotse newwaveband Simple Minds uit het voorjaar van 1985.

## Achtergrond
Het nummer is geschreven voor de soundtrack van de film The Breakfast Club.
"Don't You (Forget About Me)" werd wereldwijd een grote hit. De plaat behaalde in de Verenigde Staten de nummer 1-positie in de Billboard Hot 100. In |Nieuw-Zeeland werd de 3e positie bereikt en in thuisland het Verenigd Koninkrijk bereikte de plaat de 7e positie in de UK Singles Chart.
In Nederland was de plaat op zondag 7 april 1985 de 67e Speciale Aanbieding bij de KRO op Hilversum 3. Dit was één dag voordat de plaat officieel werd uitgebracht. De single werd een gigantische hit in de destijds drie landelijke hitlijsten op de nationale publieke popzender en bereikte de nummer 1-positie in zowel de Nederlandse Top 40 als de TROS Top 50. In de Nationale Hitparade werd de 2e positie bereikt. In de Europese hitlijst op Hilversum 3, de TROS Europarade, werd de 5e positie bereikt.
In België bereikte de single de 2e positie in zowel de voorloper van de Vlaamse Ultratop 50 als de Vlaamse Radio 2 Top 30. In Wallonië werd géén notering behaald.
Sinds de editie van december 2000 staat de plaat onafgebroken genoteerd in de jaarlijkse NPO Radio 2 Top 2000 van de Nederlandse publieke radiozender NPO Radio 2, met als hoogste notering tot nu toe een 129e positie in 2002. 

### Cover
In het voorjaar van 2023 werd het nummer door de Nederlandse actrice Hadewych Minis gecoverd voor de bioscoopfilm All Inclusive.

## Hitnoteringen

### Nederlandse Top 40
| "Don't You (Forget About Me)" in de Nederlandse Top 40 - binnen: 20-04-1985 | "Don't You (Forget About Me)" in de Nederlandse Top 40 - binnen: 20-04-1985 | "Don't You (Forget About Me)" in de Nederlandse Top 40 - binnen: 20-04-1985 | "Don't You (Forget About Me)" in de Nederlandse Top 40 - binnen: 20-04-1985 | "Don't You (Forget About Me)" in de Nederlandse Top 40 - binnen: 20-04-1985 | "Don't You (Forget About Me)" in de Nederlandse Top 40 - binnen: 20-04-1985 | "Don't You (Forget About Me)" in de Nederlandse Top 40 - binnen: 20-04-1985 | "Don't You (Forget About Me)" in de Nederlandse Top 40 - binnen: 20-04-1985 | "Don't You (Forget About Me)" in de Nederlandse Top 40 - binnen: 20-04-1985 | "Don't You (Forget About Me)" in de Nederlandse Top 40 - binnen: 20-04-1985 | "Don't You (Forget About Me)" in de Nederlandse Top 40 - binnen: 20-04-1985 | "Don't You (Forget About Me)" in de Nederlandse Top 40 - binnen: 20-04-1985 | "Don't You (Forget About Me)" in de Nederlandse Top 40 - binnen: 20-04-1985 | "Don't You (Forget About Me)" in de Nederlandse Top 40 - binnen: 20-04-1985 | "Don't You (Forget About Me)" in de Nederlandse Top 40 - binnen: 20-04-1985 | "Don't You (Forget About Me)" in de Nederlandse Top 40 - binnen: 20-04-1985 | "Don't You (Forget About Me)" in de Nederlandse Top 40 - binnen: 20-04-1985 |
| Week                                                                        | 1                                                                           | 2                                                                           | 3                                                                           | 4                                                                           | 5                                                                           | 6                                                                           | 7                                                                           | 8                                                                           | 9                                                                           | 10                                                                          | 11                                                                          | 12                                                                          | 13                                                                          | 14                                                                          | 15                                                                          |                                                                             |
| --------------------------------------------------------------------------- | --------------------------------------------------------------------------- | --------------------------------------------------------------------------- | --------------------------------------------------------------------------- | --------------------------------------------------------------------------- | --------------------------------------------------------------------------- | --------------------------------------------------------------------------- | --------------------------------------------------------------------------- | --------------------------------------------------------------------------- | --------------------------------------------------------------------------- | --------------------------------------------------------------------------- | --------------------------------------------------------------------------- | --------------------------------------------------------------------------- | --------------------------------------------------------------------------- | --------------------------------------------------------------------------- | --------------------------------------------------------------------------- | --------------------------------------------------------------------------- |
| Nummer                                                                      | 29                                                                          | 20                                                                          | 9                                                                           | 3                                                                           | 3                                                                           | 2                                                                           | 1                                                                           | 1                                                                           | 1                                                                           | 3                                                                           | 5                                                                           | 8                                                                           | 10                                                                          | 20                                                                          | 29                                                                          | uit                                                                         |

### Nationale Hitparade
| "Don't You (Forget About Me)" in de Nationale Hitparade - binnen: 27-04-1985 | "Don't You (Forget About Me)" in de Nationale Hitparade - binnen: 27-04-1985 | "Don't You (Forget About Me)" in de Nationale Hitparade - binnen: 27-04-1985 | "Don't You (Forget About Me)" in de Nationale Hitparade - binnen: 27-04-1985 | "Don't You (Forget About Me)" in de Nationale Hitparade - binnen: 27-04-1985 | "Don't You (Forget About Me)" in de Nationale Hitparade - binnen: 27-04-1985 | "Don't You (Forget About Me)" in de Nationale Hitparade - binnen: 27-04-1985 | "Don't You (Forget About Me)" in de Nationale Hitparade - binnen: 27-04-1985 | "Don't You (Forget About Me)" in de Nationale Hitparade - binnen: 27-04-1985 | "Don't You (Forget About Me)" in de Nationale Hitparade - binnen: 27-04-1985 | "Don't You (Forget About Me)" in de Nationale Hitparade - binnen: 27-04-1985 | "Don't You (Forget About Me)" in de Nationale Hitparade - binnen: 27-04-1985 | "Don't You (Forget About Me)" in de Nationale Hitparade - binnen: 27-04-1985 | "Don't You (Forget About Me)" in de Nationale Hitparade - binnen: 27-04-1985 | "Don't You (Forget About Me)" in de Nationale Hitparade - binnen: 27-04-1985 | "Don't You (Forget About Me)" in de Nationale Hitparade - binnen: 27-04-1985 | "Don't You (Forget About Me)" in de Nationale Hitparade - binnen: 27-04-1985 |
| Week                                                                         | 1                                                                            | 2                                                                            | 3                                                                            | 4                                                                            | 5                                                                            | 6                                                                            | 7                                                                            | 8                                                                            | 9                                                                            | 10                                                                           | 11                                                                           | 12                                                                           | 13                                                                           | 14                                                                           | 15                                                                           |                                                                              |
| ---------------------------------------------------------------------------- | ---------------------------------------------------------------------------- | ---------------------------------------------------------------------------- | ---------------------------------------------------------------------------- | ---------------------------------------------------------------------------- | ---------------------------------------------------------------------------- | ---------------------------------------------------------------------------- | ---------------------------------------------------------------------------- | ---------------------------------------------------------------------------- | ---------------------------------------------------------------------------- | ---------------------------------------------------------------------------- | ---------------------------------------------------------------------------- | ---------------------------------------------------------------------------- | ---------------------------------------------------------------------------- | ---------------------------------------------------------------------------- | ---------------------------------------------------------------------------- | ---------------------------------------------------------------------------- |
| Nummer                                                                       | 7                                                                            | 3                                                                            | 2                                                                            | 2                                                                            | 2                                                                            | 3                                                                            | 4                                                                            | 2                                                                            | 5                                                                            | 6                                                                            | 14                                                                           | 23                                                                           | 29                                                                           | 26                                                                           | 41                                                                           | uit                                                                          |

### TROS Top 50
Hitnotering: 18-04-1985 t/m 01-08-1985. Hoogste notering: nr. 1 (2 weken).

### TROS Europarade
Hitnotering: week 19 t/m week 31 1985. Hoogste notering: nr. 5 (2 weken).

### NPO Radio 2 Top 2000
| Nummer met noteringen in de NPO Radio 2 Top 2000 | '00 | '01 | '02 | '03 | '04 | '05 | '06 | '07 | '08 | '09 | '10 | '11 | '12 | '13 | '14 | '15 | '16 | '17 | '18 | '19 | '20 | '21 | '22 | '23 | '24 |
| ------------------------------------------------ | --- | --- | --- | --- | --- | --- | --- | --- | --- | --- | --- | --- | --- | --- | --- | --- | --- | --- | --- | --- | --- | --- | --- | --- | --- |
| Don't You (Forget About Me)                      | 169 | 140 | 129 | 149 | 192 | 256 | 244 | 356 | 219 | 247 | 274 | 310 | 281 | 222 | 194 | 217 | 214 | 176 | 212 | 200 | 149 | 173 | 187 | 184 | 183 |

1. ↑  Een vetgedrukt getal geeft de hoogste notering aan.
2. ↑  2000 was het eerste jaar met een notering voor dit nummer.